# Эль-Грисси, Абдельсалам
Абдельсалам Эль-Грисси (араб. عبد السلام الغريسي‎; род. 5 января 1962) — марокканский футболист, выступавший на позиции нападающего за сборную Марокко.

## Клубная карьера
Абдельсалам Эль-Грисси начинал свою карьеру футболиста и провёл большую её часть в марокканском клубе ФАР из Рабата, столицы страны. В его составе он трижды становился чемпионом страны и трижды выигрывал Кубок Марокко. Сезон 1993/94 Эль-Грисси провёл за «Раджу» из Касабланки, после чего вернулся в ФАР. В 1998 году нападающий отправился в Оман, где выступал за местный «Аль-Сувейк».
В составе ФАР Эль-Грисси трижды становился лучшим бомбардиром чемпионата Марокко (в 1983, 1990 и 1995 годах).

## Карьера в сборной
Абдельсалам Эль-Грисси сыграл за Марокко в трёх матчах футбольного турнира летних Олимпийских играх 1984 в США: группового этапа с ФРГ, Саудовской Аравией и Бразилией.
На Кубке африканских наций 1992 года в Сенегале Эль-Грисси появился на поле лишь в одном матче, выйдя в основном составе и будучи заменённым на 36-й минуте игры против Заира.
Форвард был включён в состав сборной Марокко на чемпионат мира по футболу 1994 года в США, где также сыграл в одном матче, выйдя на замену в поединке с Саудовской Аравией.

## Достижения
ФАР
- Чемпион Марокко (3): 1983/84, 1986/87, 1988/89
- Обладатель Кубка Марокко (3): 1983/84, 1984/85, 1985/86